# La Pícara Justina

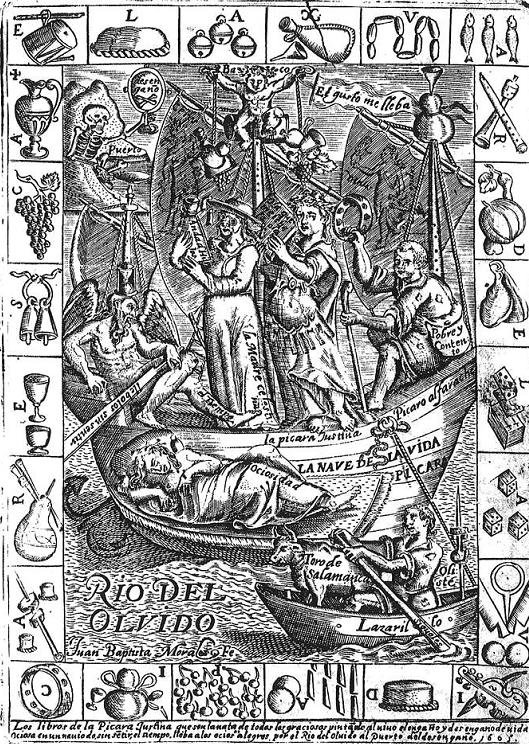

La Pícara Justina (właśc. Libro de entretenimiento de la Pícara Justina, pol. Księga rozrywek łotrzycy Justiny) – hiszpańska powieść łotrzykowska wydana w 1605 roku w Medina del Campo. Autorem utworu był prawdopodobnie Francisco López de Úbeda, hiszpański lekarz i pisarz. Utwór jest jedną z pierwszych powieści łotrzykowskich i jednocześnie pierwszą, której główną bohaterką jest kobieta.
Utwór powstał prawdopodobnie w latach 1602–1603. Miał w zamierzeniu autora stanowić parodystyczną odpowiedź na powieść łotrzykowską Guzmán de Alfarache Mateo Alemána. Nawiązania do utworu Alemána pojawiają się m.in. w skomplikowanej strukturze utworu (rozbudowany podział na księgi, rozdziały i części), w konstrukcji bohatera (beztroska i pogodna Justina jest przeciwieństwem zgorzkniałego Guzmána) oraz aluzjach (np. Justyna obiecuje, że w kolejnej części swoich przygód poślubi Guzmána).
Większość badaczy zakłada, że autorem powieści jest Francisco López de Úbeda, jednak nie jest to całkowicie pewne. Np. według Franka Chandlera rzeczywistym autorem historii Justiny był dominikanin Andrés Pérez de León, który ukrył się pod nazwiskiem Lópeza.
Utwór dedykowany jest Rodrigo Calderónowi. Składa się z trzech prologów i czterech ksiąg: La Pícara Montañesa, La Pícara Romera, La Pícara Pleitista i La Pícara Novia. Ma formę narracji pierwszoosobowej, za pomocą której Justyna opowiada o kolejach swojego życia. Tytułowa bohaterka, syfilityczna prostytutka o żydowskich korzeniach, opowiada swoje dzieje, poczynając od dzieciństwa, poprzez śmierć rodziców, swoje liczne wędrówki, spotkania z ludźmi i przygody, aż po małżeństwo, które ma zapewnić jej bezpieczeństwo i stabilną sytuację finansową. Każdy rozdział powieści poprzedzony jest częścią wierszowaną, po niej następuje prowadzona w pierwszoosobowej narracji opowieść o przygodach bohaterki, a całość podsumowana jest moralnym pouczeniem (absurdalnym i niemożliwym do zastosowania w praktyce) przedstawionym przez męskiego komentatora.
Utwór zawiera liczne gry słów, żarty i aluzje (w większości współcześnie trudne do odczytania); pisany jest językiem dosadnym i pełnym kolokwializmów, ponadto tekst obfituje w dygresje, w których Justina opisuje detale otaczającej ją rzeczywistości.
Książka została stosunkowo szybko przełożona na inne języki, m.in. włoski (1624), francuski (1635) i angielski (1707).